# Белошипа ветрушка
Белошипата ветрушка (Falco naumanni) е птица от семейство Соколови. Среща се и в България.

## Физически характеристики
Белошипата ветрушка е вид много близък с керкенеза (който е наричан и черношипа ветрушка), но е по-дребен. Mъжкият е с ръждивосиви криле без петна по тях. Женските и младите птици имат светли нокти, докато на керкенеза винаги са черни. Размахът на крилете му достига 65 cm.

## Разпространение
Прелетен вид, гнезди в южните части на Европа, северна Африка и централна Азия и зимува на юг от Сахара. Предпочита топли, добре огрени от слънцето открити площи, обрасли с трева, храсти и немного дървета.

## Начин на живот и хранене
Храни се предимно с едри скакалци, но лови също така дребни гущери и змии. Когато ловува, понякога застава неподвижно във въздуха, трептейки с криле, което ѝ позволява да оглежда и следи района достатъчно време, за да се покажат скрилите се за момент или останали неподвижни по друга причина жертви, и обикновено не се отдалечава много от колонията си.

## Размножаване
Гнезди на колонии, които остават задружни често пъти в продължение на много години. Предпочита да гнезди в дупки, пукнатини и скали, на различни типове терен, скалист, горист или нерядко в градовете и села, където има подходящи сгради. Мъти най-често през май-юни. Снася 4 – 5 яйца с дължина около 35 mm, а самото мътене трае около 28 дни. Малките напускат гнездото след 26 – 28 дни.

## Допълнителни сведения
На територията на България е много рядък вид и е защитен от закона. В периода 2020 - 2024 г. Софийският зоопарк провежда успешна програма за размножаване на вида.

## Галерия
- Женска в полет – виждат се белезникавите нокти
- Чифтосващи се белошипи ветрушки
- Яйце от колекцията на музея във Висбаден
- Ветрушка с уловено насекомо – характерните белезникави нокти лесно отличават белошипата от черношипата ветрушка
- Мъжки, хранещ малки
- Малки в гнездо